# 日産証券グループ
日産証券グループ株式会社（にっさんしょうけんグループ、英: Nissan Securities Group Co., Ltd.）は、日産証券、日産証券ファイナンス、NSシステムズなどを傘下に置く金融持株会社。本社は東京都中央区。

## 沿革
- 2005年4月 - 岡藤商事が株式移転により親会社として「岡藤ホールディングス株式会社」設立
- 2005年4月 - 子会社の「岡藤商事（株）」から「岡藤ビジネスサービス（株）」を分割設立。
- 2007年9月 - 「三京証券株式会社」の株式を取得、子会社とする。
- 2011年10月 - 個人向け総合金融サービスの専門会社として子会社の「日本フィナンシャルセキュリティーズ（株）」が営業開始。
- 2015年6月 - 監査等委員会設置会社に移行。
- 2018年5月 - 「日産証券(株)」と資本業務提携契約を締結。
- 2018年7月 - 「岡藤日産証券プランニング(株)」の株式を取得、子会社とする。
- 2020年9月 - 東京証券取引所により、当該会社の合併等による実質的存続性の喪失に係る猶予期間入り（猶予期間は 2020年10月1日から 2024年3月31日まで）が公表される。
- 2020年10月 - 岡藤日産証券プランニングの全株式を売却（その後、DIRECTION株式会社へ商号変更）。
- 2020年10月- 「日産証券」と経営統合し、社名を岡藤日産証券ホールディングスに変更。
- 2021年6月 - 岡藤商事の金融商品取引業務などを吸収分割により日産証券が承継。
- 2021年9月 - ジャパンインベストメントアドバイザーに三京証券の全株式を売却（その後、JIA証券へ商号変更）。
- 2021年10月 - システム子会社としてNSシステムズを設立。
- 2022年1月 - 岡藤商事が日本フィナンシャルセキュリティーズを吸収合併。
- 2022年3月 - 自己売買業務を行う子会社としてNSトレーディングを設立。
- 2022年7月 - 日産証券グループに商号を変更。
- 2022年9月30日 - 岡藤商事が解散。
- 2023年3月23日 - 合併等による実質的存続性の喪失に係る猶予期間が解除。
- 2024年1月 - 徳島インベストメントの全株式を取得、日産証券インベストメントへ商号を変更。
- 2024年7月 - ファイブスター投信投資顧問の株式約15%を取得。
- 2024年12月31日 - NSトレーディングの自己売買業務を廃止。

## 岡藤HDと日産証券との経営統合
2020年10月1日、岡藤ホールディングス（岡藤HD）と日産証券は、岡藤HDを株式交換完全親会社、日産証券を株式交換完全子会社とする株式交換を行い、経営統合を実施した。それに伴い同日、商号を岡藤日産証券ホールディングスに変更した。

### 株式交換比率
|                            | 岡藤ホールディングス (株式交換完全親会社) | 日産証券 (株式交換完全子会社) |
| -------------------------- | ----------------------------------------- | ----------------------------- |
| 株式交換に係る交換比率     | 1                                         | 5.65                          |
| 株式交換により交付する株式 | 普通株式：46,104,000株                    | 普通株式：46,104,000株        |

### 合併等による実質的存続性の喪失に係る猶予期間入り
株式会社東京証券取引所は、2020年9月30日付けで、「岡藤日産証券ホールディングス」が岡藤HDの実質的な存続会社ではないと認められることから、有価証券上場規程第 601 条第１項第９号ａの規定により、合併等による実質的存続性の喪失に係る猶予期間入り（猶予期間は 2020 年 10 月１日から 2024 年３月 31 日まで）を公表した。2023年3月23日、東証による審査の結果、新規上場審査基準に準じた基準に適合したため合併等による実質的存続性の喪失に係る猶予期間入り銘柄から解除された

## 指標

### 純資産額推移（連結）
2006年から2020年までの純資産額（連結）の推移を表したグラフ。最高額は2006年3月決算で143億2280万4千円。最低額は2012年3月決算で28億2588万6千円。

グラフの縦軸は純資産額（千円）、横軸は年度。

### 営業収益推移（連結）
2006年から2020年までの営業収益（連結）の推移を表したグラフ。最高額は2007年3月決算で88億9918万6千円。最低額は2019年3月決算で26億6648万6千円。

グラフの縦軸は営業収益（千円）、横軸は年度。
参考文献…